# Parafia Najświętszej Maryi Panny Królowej Polski w Pełkiniach
Parafia Najświętszej Maryi Panny Królowej Polski w Pełkiniach − parafia rzymskokatolicka znajdująca się w archidiecezji przemyskiej, w dekanacie Jarosław I. 

## Historia
W 1945 roku dawną cerkiew zaadaptowano na kościół rzymskokatolicki w Pełkiniach. 24 sierpnia 1945 roku została erygowana ekspozytura z wydzielonego terytorium parafii Jarosław-Kolegiata. 
Indultem kardynała Adama Sapiehy z 13 maja 1949 roku parafia otrzymała prawo do odpustu 3 maja (Najświętszej Maryi Panny Królowej Polski).
Na terenie parafii jest 1 308 wiernych.
Proboszczowie parafii:
1945–1970. ks. Jan Markiewicz (ekspozyt)
1970–1987. ks. Tadeusz Tarnawski.
1987–1999. ks. Władysław Gąska.
1999–2005. ks. Jan Rzeszutek.
2005–2010. ks. Ryszard Śnieżek.
2010 – nadal ks. Roman Cieśla

## Znani duchowni
- ks. Józef Miś[11].